# 민혁 (가수)
민혁(본명: 이민혁, 1993년 11월 3일 ~ )은 대한민국의 가수로 몬스타엑스의 서브보컬이다.

## 학력
- 서울창신초등학교 (졸업)
- 덕수중학교 (졸업)
- 덕수고등학교 (졸업)

## 참여앨범
| 발매일          | 앨범 정보 | 곡명                    | 링크   |
| --------------- | --------- | ----------------------- | ------ |
| 2019년 6월 28일 | 옹심이    | 옹심이 (feat. JOOHONEY) | 유튜브 |

## 출연 작품

### 텔레비전 프로그램
- 1대100 - (2016년) - 게스트 (with 기현)
- 정글의 법칙 in 파타고니아 (2018) - 고정출연
- 나의 수학사춘기 (2018) - 고정 출연
- 인기가요 (2019년 10월 20일 ~ 2021년 2월 23일) - MC
- 미스터리 음악쇼 복면가왕 (2020년) - 깜찍한 외모에 그렇지 못한 무서운 가창력! 뱁새 (참가자)
- 아능형님 (2022년 1월 29일 ~ 2022년 2월 9일) - 게스트
- 주간 아이돌 (2022년 2월 2일, 2022년 2월 9일) - 스페셜 MC
- 판타스틱 패밀리-DNA 싱어(2022년 2월 1일, 2022년 2월 2일) - 패널
- 꼬리에 꼬리를 무는 그날 이야기 (2022년 4월 14일) - 게스트

### 라디오 프로그램
- 《슈퍼주니어의 키스 더 라디오》 (2015년 9월 24일 ~ 12월 10일) - 고정 게스트